# Fortunictis
Fortunictis — викопний рід махайродових (Machairodontinae), який містить лише один вид, Fortunictis acerensis. І рід, і вид були описані палеонтологом Джоаном Понс-Моя в 1987 році на основі матеріалу з Каса-дель-Асеро в Іспанії, який датується верхнім міоценом (приблизно від 8,7 до 5,332 мільйонів років тому).

## Відкриття та найменування
Іспанський палеонтолог Джоан Понс-Моя описав рід і вид у 1987 році на основі скам'янілостей із Каса-дель-Асеро в Іспанії.
Родова назва Fortunictis є поєднанням fortuna та ictis, що означає «дика кішка». Видовий епітет acerensis означає «з Casa del Acera», типової місцевості.
Інший матеріал, приписаний Фортуніктісу, був виявлений у Вента-дель-Моро в 2004 році.

## Опис
Pons-Moyà описав діагностичні характеристики виду як: вигнуті, сильно стиснуті з боків верхні ікла; подовжена коронка і відсутність мезіального куспа на третьому премолярі; високі, поперечно стислі куспи на четвертому премолярі і нижньому; і сильно стиснутий перший моляр з довгим талонідом із гіпоконідним куспом, але без метаконідного куспа. Крім того, він описав верхні ікла як більш сплощені, верхні і нижні треті премоляри як дуже подовжені, а третій і четвертий премоляри, а також перший моляр — усі вужчі, ніж споріднений Metailurus major.

## Класифікація
Fortunictis був віднесений до триби Metailurini в підродині Machairodontinae в його оригінальному описі.
Кладограма Metailurini з філогенетичного аналізу 2018 року:
|  | Metailurus mongoliensis                                         |
|  |                                                                 |
|  | Metailurus hengduanshanensis                                    |
|  |                                                                 |
|  | Metailurus obscurus                                             |
|  |                                                                 |
|  | Metailurus major                                                |
|  |                                                                 |
|  | \| \| Yoshi minor \| \| \| \| \| \| Yoshi garevskii \| \| \| \| |
|  |                                                                 |
|  | Yoshi minor                                                     |
|  |                                                                 |
|  | Yoshi garevskii                                                 |
|  |                                                                 |

|  | Yoshi minor     |
|  |                 |
|  | Yoshi garevskii |
|  |                 |

|  | Metailurus mongoliensis                                         |
|  |                                                                 |
|  | Metailurus hengduanshanensis                                    |
|  |                                                                 |
|  | Metailurus obscurus                                             |
|  |                                                                 |
|  | Metailurus major                                                |
|  |                                                                 |
|  | \| \| Yoshi minor \| \| \| \| \| \| Yoshi garevskii \| \| \| \| |
|  |                                                                 |
|  | Yoshi minor                                                     |
|  |                                                                 |
|  | Yoshi garevskii                                                 |
|  |                                                                 |

|  | Yoshi minor     |
|  |                 |
|  | Yoshi garevskii |
|  |                 |